# 屋島 (高松市)
屋島（やしま）は、香川県高松市東部にある一地区で、高松市役所屋島出張所の管内。屋島中町、屋島東町、屋島西町の3町からなる。かつては全域が「木田郡屋島町」（やしまちょう）として存在し、1940年（昭和15年）2月11日に高松市に編入された。地区の中心に観光地で高松市のシンボルである「屋島」が存在する。
潟元駅周辺地区を中心として隣接する古高松地区と一体化し、8つある高松都市圏の地域拠点の1つを形成する。

## 地理
地区は高松市北東部に位置し、山岳「屋島」を中心として古高松地区から瀬戸内海に半島状に突き出た島である。人口は2010年（平成22年）時点で2万1563人（男1万413人/女1万1150人）、世帯数は9229世帯で、2010年までの10年間では減少傾向にある。面積は10.44km2、人口密度は1平方キロメートルあたり2022.51人で、これでも高松市の平均の約2倍の高さであるが、屋島地区の場合は地区の中心に位置する山岳「屋島」が多くの面積を占めているため可住地面積は非常に狭く、事実上の人口密度は非常に高い。高松市中心部とは独立した拠点性のある市街地を有するが、都市としては高松市中心部と連続したベッドタウンとしての性格がある。

### 地形
地区の中心には標高292.1mの山岳「屋島」が位置し、南部はその麓に張り付くように住宅などが密集している。その土地のほとんどが古代の干拓地か戦後埋め立てられた塩田跡地で、かつては山岳「屋島」のみが位置する平地が非常に限られた島であった。埋立が進み市街地化した南部に対し、半島状をした屋島の先端にあたる北部は、断崖絶壁「長崎ノ鼻」に代表されるようにほとんど開発がされておらず、山の斜面がそのまま海に落ち込む本来の姿が残されている。県道150号屋島停車場屋島公園線を利用することにより北部の麓を周回することが出来る。
地区は埋立が進んだ現在でも本土とは独立した島であり、相引川によって本土部分の古高松地区と隔てられている。その相引川は水位調整のための水門が設置されるまでは淡水と海水が混ざり合い、干潮時には東西へ潮が引いていく光景が見られた。なお、屋島西町のうち字百石は相引川を越えた旧国道11号までが範囲で、逆に古高松地区の高松町のうち字横山は相引川を超えた屋島内までを範囲としており、屋島地区は厳密に相引川を以って境界としているわけではない。その他、旧新浜塩田・古浜塩田の埋立地である屋島西小学校や県営屋島団地のある地区も周囲が汐入川で隔てられた島である。
香川県の典型的な平野の特徴として、この地区でも屋島山麓に沿うように渇水対策のため池が多数存在する。屋島西町には長池などよく知られた池も存在するが、特に屋島東町には小規模な池が多数存在する。
- 山：屋島・北嶺（標高292.1m）、南嶺（標高282m）

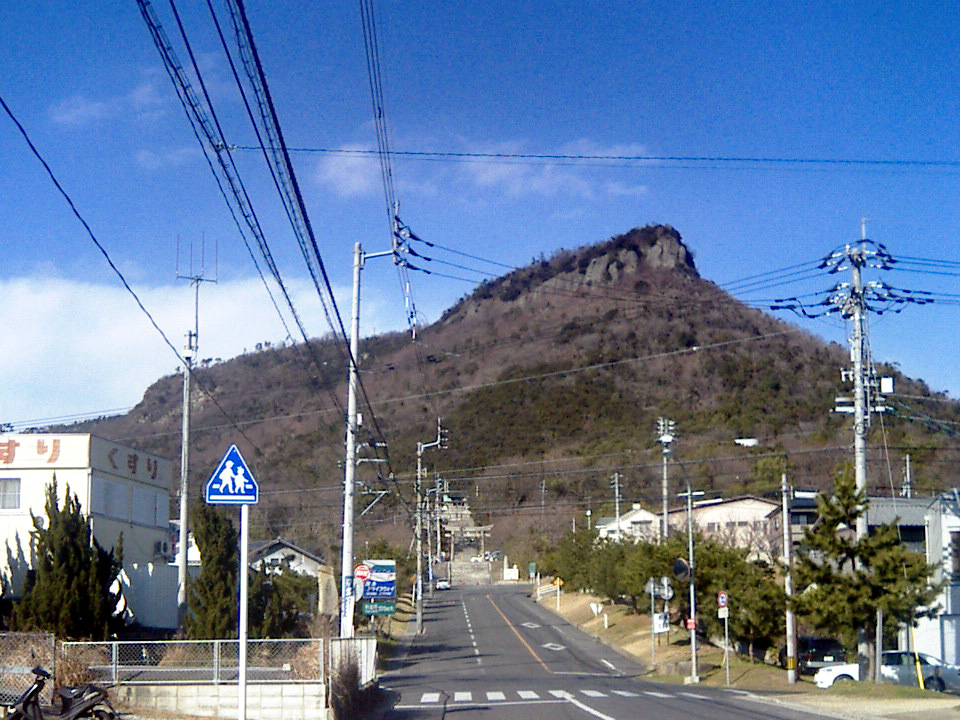
南麓で望む屋島

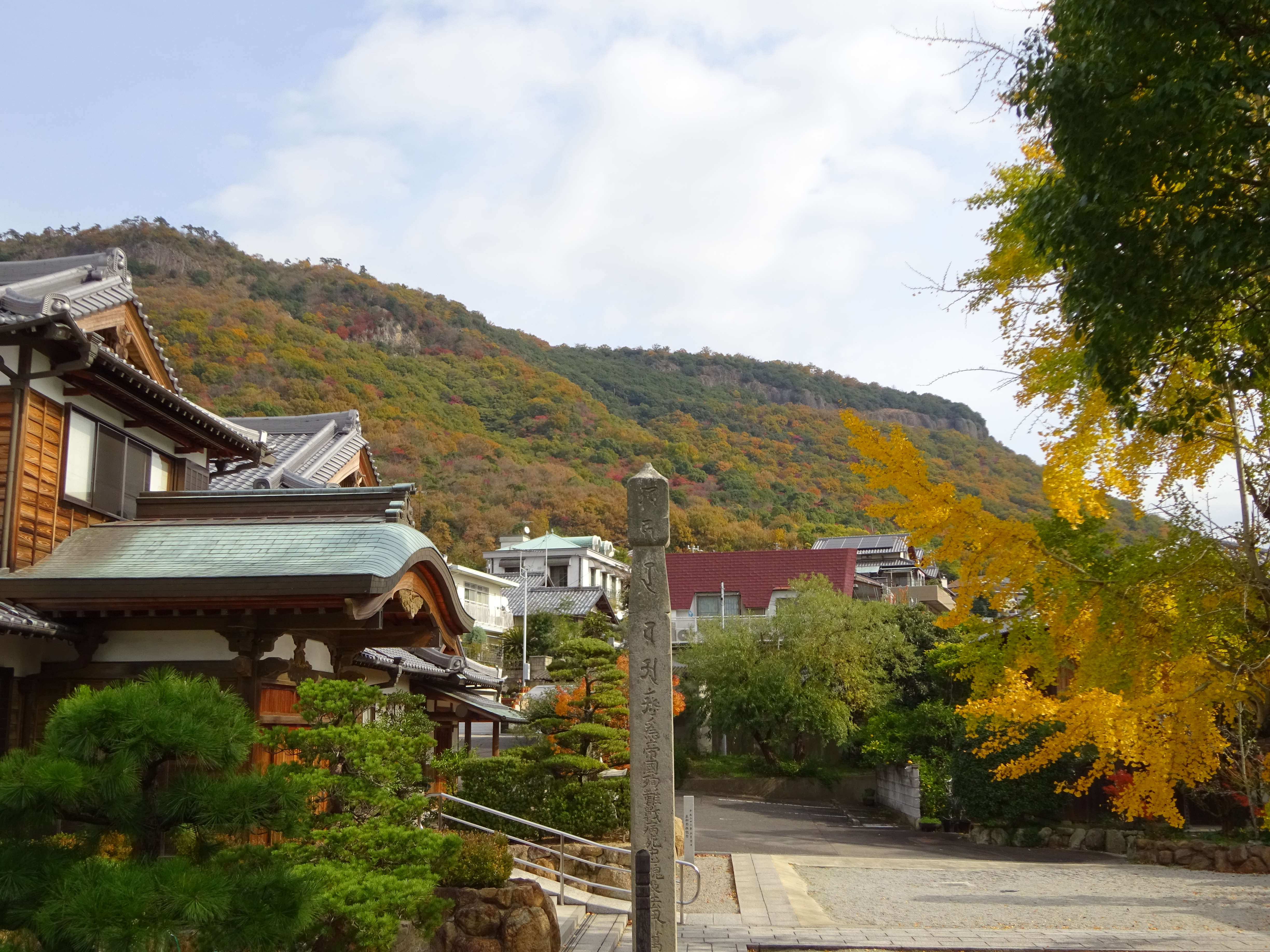
地蔵寺で望む屋島

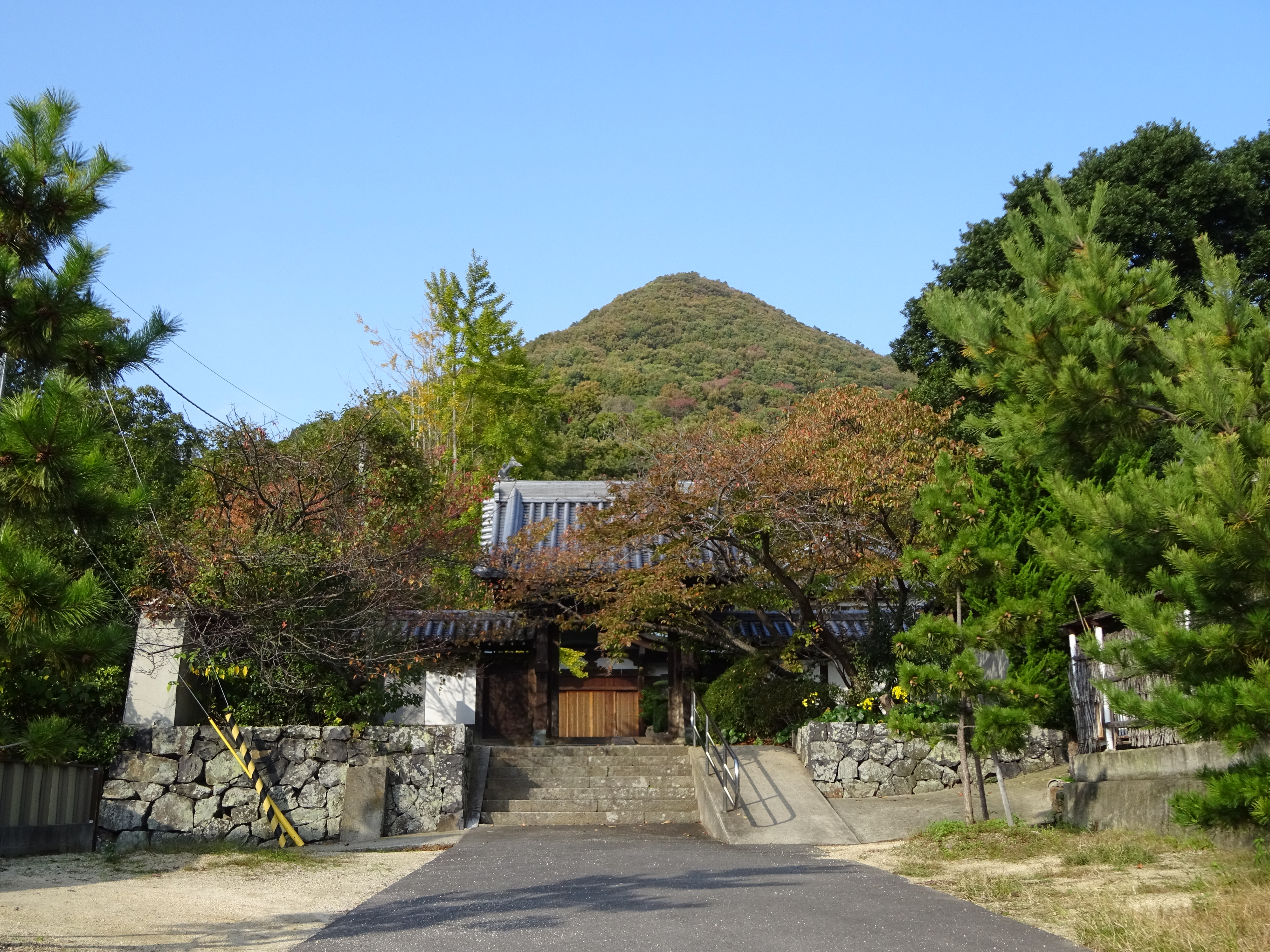
地蔵寺の門前で西尾根を望む

- 川：相引川、汐入川、新川、春日川
- 湖沼：新池、長池

### 屋島の景観
高松市のシンボルである屋島は南北に細長く、日常的に高松市民は山の上が平たい屋根のような形を見慣れている。しかし、屋島の麓であるこの屋島地区やお膝元である古高松地区からは、細長い屋島の断面を見るような構図になるため、平べったいとか細長い印象はほとんど無い。また、地区から見える屋島の南端は頂上付近の崖がむき出しになっており、地区民が日常的に見る屋島の景観は大多数の高松市民のそれとは大きく異なっている。

### 人口
| \| 2002年（平成14年） \| 23,780人 \| \| \| 2003年（平成15年） \| 23,823人 \| \| \| 2004年（平成16年） \| 23,653人 \| \| \| 2005年（平成17年） \| 23,239人 \| \| \| 2006年（平成18年） \| 22,869人 \| \| \| 2007年（平成19年） \| 22,269人 \| \| \| 2008年（平成20年） \| 21,991人 \| \| \| 2009年（平成21年） \| 21,729人 \| \| \| 2010年（平成22年） \| 21,563人 \| \| |          |  |
| 高松市 / 登録人口（10月1日時点） |          |  |
| 2002年（平成14年） | 23,780人 |  |
| 2003年（平成15年） | 23,823人 |  |
| 2004年（平成16年） | 23,653人 |  |
| 2005年（平成17年） | 23,239人 |  |
| 2006年（平成18年） | 22,869人 |  |
| 2007年（平成19年） | 22,269人 |  |
| 2008年（平成20年） | 21,991人 |  |
| 2009年（平成21年） | 21,729人 |  |
| 2010年（平成22年） | 21,563人 |  |

### 隣接する地域
＊ 高松市本庁地区、庵治地区、女木島は海上を隔てて隣接。

### 高松市屋島出張所管内
- 屋島中町 761-0112
- 屋島東町 761-0111
- 屋島西町 761-0113

## 歴史
この地区はその名が歴史上に広く登場する歴史の重要な舞台である。地区中央に位置する山岳「屋島」には天智天皇が築いた古代山城「屋嶋城」（やしまのき）や鑑真によって開創した屋島寺があるほか、地区東部の檀ノ浦は那須与一が扇の的を射抜いた故事で有名な源平合戦「屋島の戦い」の舞台となっている。→詳細は屋島町を参照。
1940年（昭和15年）2月11日に高松市の一部となる。高松市への合併にともない設定された町名のうち、区域は合併前の大字、すなわち1890年（明治23年）の町村制施行前における自然村の区域をそのまま継承したが、名称は東潟元→屋島中町、西潟元→屋島西町、屋島→屋島東町に改称された。
合併から1年後には太平洋戦争に突入し、屋島地区でも屋島神社参道が整地拡張されて飛行機の秘匿場所となったほか、戦争の末期にあたる1945年（昭和20年）春には隣接する古高松地区に本土決戦に備えた緊急用の「陸軍屋島飛行場」（Kirai Airfield）の建設が開始される。この緊急用飛行場は結局使用されることは無かったが、同年7月4日の高松空襲の際にはこの屋島飛行場を狙ったと思われる空襲が失敗し、屋島山上の獅子霊巌（屋島東町）部分が被爆した。
戦後になると潟元など現在の地区の大部分を占めていた塩田がイオン交換膜製塩法の普及でその全てが埋め立てられ、その広大な空き地は宅地や公共施設用地などに利用されるなどで高度経済成長期には屋島地区は高松市有数のベッドタウンとして人口が急増した。

### 年表
高松市編入以前は「屋島町」を参照
- 1940年（昭和15年）2月11日 - 木田郡屋島町が高松市に合併（高松市第4次合併）。
  - 旧大字の区域を継承した屋島東町、屋島中町、屋島西町の3町を設置。
  - 屋島尋常高等小学校が高松市立屋島尋常高等小学校に改称。
- 1945年（昭和20年）7月4日 - 高松空襲により地区内でも屋島山上の獅子霊巌（屋島東町）が被災。
- 1947年（昭和22年）4月1日 - 高松市立屋島中学校開校。
- 1956年（昭和31年）9月30日 - 高松市第5次合併にともなう市域拡大により「屋島出張所」開所。高松市屋島地区成立。
- 1961年（昭和36年） - 屋島ドライブウエイが営業を開始[3]。
- 1962年（昭和37年）3月30日 - 高松市立屋島小学校の浦生分校が廃止。本校へ校区統合。
- 1969年（昭和44年）12月25日 - 国道11号高松北バイパス（現在の国道11号本線）高松町 - 亀井町開通。
- 1982年（昭和57年）4月1日 - 高松市立屋島小学校屋島分校が本校から独立し、高松市立屋島東小学校が開校。
- 1983年（昭和58年）4月1日 - 高松市立屋島西小学校開校。屋島小学校から校区分割。
- 2004年（平成16年） - 屋島ケーブルが営業を休止、翌年の2005年に廃止[3]。

### 町名の変遷
| 実施後   | 実施年月日      | 実施前     |
| -------- | --------------- | ---------- |
| 屋島中町 | 昭和15年2月11日 | 大字東潟元 |
| 屋島東町 | 昭和15年2月11日 | 大字屋島   |
| 屋島西町 | 昭和15年2月11日 | 大字西潟元 |

## 経済
高松市の平均と比較して第一次産業（-2.3%）及び第二次産業従事者（-1.7%）の割合がやや低く、第三次産業従事者（+4.0%）の割合がやや高い。

### 第一次産業
- 就業者数：127人、構成比：1.2%（2005年国勢調査）[4]

屋島西町・屋島中町には住宅地が多いため住宅地の間を縫うようにわずかな田が存在する程度である。それに対し屋島東町には住宅地が少なく、屋島の斜面に張り付くように農地が存在し、麓の平地にも存在する。また、明治初期には屋島の木々を利用した林業が多く行われ、長崎鼻港、石場港、立石港から機帆船によって木材が積出されていたが、2005年（平成17年）の林業従事者は2人にまで減少した。また、屋島西町の浦生集落は浦生漁港を中心とした漁村であり漁業従事者も多い。地区全体の漁業従事者は2005年（平成17年）時点で34人であり、香西地区や下笠居地区とほぼ同数である。

### 第二次産業
- 就業者数：1821人、構成比：17.7%（2005年国勢調査）[4]

地区内は土地が狭く、その土地の多くが住宅地として利用されているため企業の立地は少ない。周辺に立地する企業の多くは古高松地区に位置する。

### 第三次産業
- 就業者数：8356人、構成比：81.1%（2005年国勢調査）[4]

ベッドタウンという性格上住宅地が多いため近隣商業が中心である。大型ショッピングセンター「パワーシティー屋島」は地区内はもとより隣接する古高松地区からも集客がある。2007年（平成19年）4月19日にショッパーズモール屋島跡に西村ジョイ屋島店が開店し中四国最大級のホームセンターとなった。
主な商業施設
- パワーシティー屋島店
- 西村ジョイ屋島店
- マルヨシセンターかたもと店
- マルナカ屋島西町店
- やしま第一健康ランド

主な企業
- 四国総合研究所
- 百十四銀行屋島支店
- 香川銀行潟元支店
  - 香川銀行の屋島支店は古高松地区内の高松町に位置するため、この支店は潟元支店としている。
- 銀星自動車学園
- パナソニック電工四国営業所・リビングショールーム高松

## 教育
大学
- せとうち観光専門職短期大学（2021年開学）

小学校・中学校
- 高松市立屋島中学校
  - 校区は、以下の3小学校の校区となっている。1954年（昭和29年）から1984年（昭和59年）までは古高松地区も校区だった。
- 高松市立屋島小学校
  - 校区は、屋島中町、屋島東町（屋島東小学校区を除く全域）、屋島西町（屋島西小学校区を除く全域）の各地域となっている。
- 高松市立屋島東小学校
  - 校区は、屋島東町（1-1464,1780,1832番地）となっている。
- 高松市立屋島西小学校
  - 校区は、屋島西町（11-815,2121-2254,2263,2264,2267-2325,2420,2421,2444-2566番地）となっている。

幼稚園・保育所
- 高松市立檀浦幼稚園
- のぞみ幼稚園（私立）
- やしま幼稚園（私立）
- 屋島教会幼稚園（私立）
- 高松市立屋島保育所
- あすなろ保育園（私立）

## 行政
主な行政施設
- 高松市屋島出張所
- 高松北警察署屋島交番

## 生活
公共施設
- 屋島郵便局
- 高松市屋島競技場
- 屋島少年自然の家
- 香川県水産試験場
- 高松市東部下水処理場

（コミュニティセンター）
- 屋島コミュニティセンター（公民館）
- 屋島東コミュニティセンター（公民館）
- 屋島西コミュニティセンター（公民館）

## 交通
屋島西町と屋島中町はバスか鉄道（ことでん）の利用が可能であり、特に潟元駅周辺や琴電屋島駅周辺は公共交通機関には非常に恵まれている。それに対し、屋島東町は公共交通機関が鉄道・バス共に脆弱なため自家用車での移動が中心となる。高松市中心部に向かうには地区中心部の場合は公共交通機関の利用の他、それ以外の地域でも自転車による通勤・通学も可能な距離である。しかし、高松市内の他の地区に向かうにはその地区の公共交通機関が脆弱な地区が多いため、やはり自家用車での移動が中心になる。

### 道路
国道
- 国道11号（高松北バイパスとして整備されたが現在はこちらが本線）

主要地方道
- 香川県道14号屋島公園線（起点から中腹までは登山道であるため自動車は通行できない）
- 香川県道30号塩江屋島西線（新田街道）

一般県道
- 香川県道150号屋島停車場屋島公園線

市道
- 高松市道高松海岸線（瀬戸大橋通り、さぬき浜街道）
- 高松市道屋島東町38号線（屋島スカイウェイ）

### 鉄道
- 中心となる駅：潟元駅

屋島西町に位置することでん潟元駅を中心に市街地を形成し、同駅はことでん志度線の中では瓦町駅に次いで利用客の多い駅である。
JR高徳線に屋島駅が存在するが、地区内に存在しないばかりか屋島地区の中心からは離れた場所に位置するため、同駅は事実上古高松地区の中心駅となっている。ことでん志度線の駅のうち琴電屋島駅・古高松駅はいずれも古高松地区との境界付近に位置するため中心駅とはならないが、屋島・古高松両方の地区民が利用する駅でもある。
ことでん
- 志度線：潟元駅 - 琴電屋島駅

### バス
地区内を通る一般バス路線は2線あり、全線がJR高松駅発で地区内では屋島西町のみを通る。そのうち浦生線はことでん瓦町駅を経由し、香川県道155号牟礼中新線を路線とするなど人口密集地を経由したのち「新川」で屋島方面に向かうが、屋島大橋線は高松駅から高松港沿いに直接屋島方面へ向かうルートをとる。浦生線の終点は「浦生」、屋島大橋線の終点はその一つ手前の「健康ランド前」である。浦生線は1日わずか3往復のみである。
その他、JR屋島駅からは琴電屋島駅を経由し、休止した屋島ケーブルの代替路線として屋島スカイウェイを通り屋島山上へ向かう路線バスが運行されている。
ことでんバス
- 浦生線：新川 - 浦生
- 屋島大橋線：高松テルサ - 健康ランド前
- 屋島山上線：琴電屋島 - 屋島山上

### 船舶
- 立石港
- 石場港
- 長崎鼻港
- 浦生漁港

## メディア

### 放送
ケーブルテレビ
- ケーブルメディア四国（高松ケーブルテレビ）

地上波テレビジョン放送
古高松地区の前田山の大規模送信所「高松局」を受信する。
デジタル放送であるので一定の電界強度を確保すればゴースト障害やちらつきは起らないため、1本のアンテナで高松局の受信が可能である。
過去のアナログ放送においては、屋島東町の牟礼地区との境界付近では大規模送信所に近すぎるなど電界強度が強すぎて良好な受信が困難であったり、屋島西町の浦生集落では山岳「屋島」の山陰となって高松局が良好に受信できなかったりする場合があるため、高松局以外を受信するが、岡山局を受信すると民放は両県を1つの放送対象地域としているため問題はないが、NHKは各県を放送対象地域としているのでNHK高松が視聴できない。
そのため各難視聴地域に設けられているNHK高松専用の中継局を岡山局と併せて受信していた。
これらの場所ではアンテナを複数設置し、以下の表の「岡山」とそれ以外の1ケ所を併せて受信していた。
| 局名 | 局名                 | NHK高松 | NHK高松 | NHK岡山 | NHK岡山 | RNC  | KSB  | RSK  | OHK  | TSC  | 出力            | 偏波面 | 送信 場所 |
| 局名 | 局名                 | 総合    | 教育    | 総合    | 教育    | RNC  | KSB  | RSK  | OHK  | TSC  | 出力            | 偏波面 | 送信 場所 |
| デジタルリモコン番号 | デジタルリモコン番号 | 1ch     | 2ch     | 1ch     | 2ch     | 4ch  | 5ch  | 6ch  | 8ch  | 7ch  | 出力            | 偏波面 | 送信 場所 |
| 高松 | デジタル             | 24ch    | 13ch    | -       | -       | 15ch | 17ch | 21ch | 27ch | 18ch | NHK1kW/民放500W | 水平   | 前田山    |
| 高松 | アナログ             | 37ch    | 39ch    | -       | -       | 41ch | 33ch | 29ch | 31ch | 19ch | NHK10kW/民放5kW | 水平   | 前田山    |
| 岡山 (北讃岐) | デジタル             | (24ch)  | (13ch)  | 32ch    | 45ch    | 20ch | 30ch | 21ch | 27ch | 18ch | 2kW(200W)       | 水平   | 金甲山    |
| 岡山 (北讃岐) | アナログ             | -       | -       | 5ch     | 3ch     | 9ch  | 25ch | 11ch | 35ch | 23ch | V10kW/U20kW     | 水平   | 金甲山    |
| 浦生 | アナログ             | 56ch    | -       | -       | -       | -    | -    | -    | -    | -    | 1W              | 垂直   | 屋島北嶺  |
| 薬師 | アナログ             | 56ch    | 58ch    | -       | -       | -    | -    | -    | -    | -    | 1W              | 垂直   | 源氏ヶ峰  |
| ■は廃止 偏波面が「垂直」のものは、アンテナを通常の「水平」の場合から横に90度回転させ、大地に対して素子を垂直に立てていた。 |                      |         |         |         |         |      |      |      |      |      |                 |        |           |

ラジオ放送
AM放送
- NHK高松第1放送：1368kHz（高松局 出力5kW）
- NHK高松第2放送：1035kHz（高松局 出力1kW）
- 西日本放送ラジオ：1449kHz/90.3MHz（高松局 出力5kW）

FM放送
- NHK高松FM放送：86.0MHz（高松局 出力1kW）
- FM香川：78.6MHz（高松局 出力1kW）
- FM高松：81.5kHz（コミュニティ放送 出力20W）

県外波
- NHK岡山第1放送：603kHz（岡山局 出力5kW）
- NHK岡山第2放送：1386kHz（岡山局 出力5kW）
- RSKラジオ：1494kHz（岡山局 出力10kW）
- NHK大阪第1放送：666kHz（大阪局 出力100kW）
- NHK大阪第2放送：828kHz（大阪局 出力300kW）
- MBSラジオ：1179kHz（大阪局 出力50kW）
- 朝日放送ラジオ：1008kHz（大阪局 出力50kW）
- ラジオ大阪：1314kHz（大阪局 出力50kW）

- NHK岡山FM放送：88.7MHz（岡山局 出力1kW）
- FM岡山：76.8MHz（岡山局 出力1kW）

## 名所・旧跡・観光・レジャー
- 屋島山上
  - 南嶺
    - 屋島寺
    - 獅子霊巌
    - 新屋島水族館
    - 談古嶺
    - 屋嶋城

  - 北嶺
    - 遊鶴亭
- 四国村
- 高松市屋島競技場
- 屋島少年自然の家
- 屋島神社

## 出身有名人
- 川井郁子（ヴァイオリニスト、作曲家。出生は牟礼）
- 神田義英（元千葉ロッテマリーンズ投手）
- 松本明子（タレント・女優）